# Sette meditazioni sul sadomasochismo politico
Sette meditazioni sul sadomasochismo politico (Seven Meditations on Political Sadomasochism in lingua inglese) è uno spettacolo di teatro di strada che venne rappresentato dalla compagnia Living Theatre a partire dal 1973, ideato soprattutto per palestre, aule e luoghi raccolti in genere. Esso fa parte di una serie di spettacoli di teatro di strada di stampo politico del Living Theatre denominati collettivamente L'eredità di Caino.

## Lo spettacolo

### Genesi
Il punto di partenza fu la riflessione secondo cui tutte le funzioni sociali umane (le relazioni familiari, il denaro, la guerra) sono organizzate su una logica "dominante-sottomesso", o "vittima-carnefice". Essa si rinviene a tutti i livelli della struttura sociale e viene imparata (e messa in pratica) da tutti in quanto parte dell'organizzazione della società. Lo spettacolo si riproponeva quindi di analizzare come tale logica venga attuata all'interno di vari ambiti sociali diversi.
Una parte dello spettacolo nacque anche dalla detenzione in un carcere brasiliano che la compagnia subì nel 1971 per aver rappresentato uno spettacolo di stampo anarchico. In tali carceri venivano praticate alcune forme di tortura, così il Living riportò nelle Sette meditazioni ciò che vide e che sentì raccontare in quel terribile contesto.

### Messa in scena
Agli spettatori venivano proposti, in sequenza, sette tipi di azioni o dichiarazioni vertenti su argomenti diversi e che avevano alla base una relazione identificata come di tipo sadomasochistico.
1. L'amore sessuale e le sue dinamiche di dominio e sottomissione
2. L'autoritarismo di governo (relazione schiavo-padrone)
3. La proprietà privata e il suo influsso sui rapporti umani
4. Il potere del denaro e la sua capacità di disumanizzare le persone
5. La violenza delle forze dell'ordine e la tortura
6. Il capitalismo come "cultura della morte"
7. Il cambiamento rivoluzionario

Per ognuna di tali meditazioni, dopo o durante una scena, gli attori si rivolgevano al pubblico ponendo la domanda: "Cosa possiamo fare?" e cercando quindi di avviare un dialogo costruttivo con loro. Particolarmente impressionante fu la scena della tortura, dove l'attore doveva restare appeso ad una sbarra a testa in giù, nudo e con un elettrodo infilato nell'ano. Tale scena portò al Living varie accuse di oscenità, ma era ormai tipico del gruppo mettere in scena veri inventari dell'orrore e della repressione, in maniera assolutamente realistica.